# Facts
Facts (zu englisch facts, Fakten, Tatsachen) war ein von 1995 bis 2007 wöchentlich erscheinendes Schweizer Nachrichtenmagazin des Verlages Tamedia.

## Printmedium
Facts erschien ab April 1995 und orientierte sich zunächst am deutschen Nachrichtenmagazin Focus. Die Zeitschrift behandelte hauptsächlich aktuelle Ereignisse, ergänzt von wenigen Reportagen. Die wichtigsten Konkurrenten auf dem Schweizer Polit- und Wirtschaftsmagazinmarkt waren Die Weltwoche und Die Wochenzeitung sowie die Wirtschaftszeitungen Bilanz und Cash. 2001 schrieb Facts erstmals schwarze Zahlen.
Am 20. Juni 2007 kündigte der Verwaltungsrat der Tamedia an, das Magazin aus wirtschaftlichen Gründen einzustellen. Sinkende Inserateeinnahmen und Neugründungen wie die NZZ am Sonntag (2002) und vor allem Gratiszeitungen wie 20 Minuten würden dem Magazin wirtschaftliche Probleme bereiten. Den hohen Fixkosten eines Nachrichtenmagazins stünden dauerhaft ungenügende Anzeigenerlöse gegenüber. Am 28. Juni 2007 erschien Facts nach rund zwölf Jahren zum letzten Mal. Facts hatte zuletzt eine Auflage von 73'140 verkauften bzw. 81'557 verbreiteten Exemplaren und erreichte 439'000 Leser in der deutschsprachigen Schweiz, welche damals etwa 4,8 Millionen Einwohner zählte.

### Inhalt
Ständige Rubriken waren: Titelstory, Schweiz, Wirtschaft, Wissen, Lebensart (Kultur & Gesellschaft), Ausland und Sport. «Das Letzte Wort» hatte jeweils der Kabarettist Viktor Giacobbo, der von Art Ringger mit seiner «Demontage» während 4½ Jahren abgelöst wurde. Später schrieb der Schriftsteller Linus Reichlin regelmässig Kolumnen.

### Sonderhefte
- 1999/14: Das wahnsinnige Jahrhundert: 1900–1999
- 2001/52: Das Jahr 2001
- 2002/52: Das Jahr 2002
- 2003/52: Das Jahr 2003

### Beilagen
In den Jahren 1999 bis 2004 fanden sich in den Ausgaben Beilagen, u. a. beliebte Guides aus dem Hause Tamedia.
- 1999/15: Die 100 sympathischsten Restaurants: die Deutschschweizer Lokale mit der angenehmsten Ambiance
- 2001/6: Connection guide: Tipps & Tricks für sorgenfreien Umgang mit Handy, Notebook und PDA
- 2001/19: 100 der sympathischsten Restaurants der Deutschschweiz
- 2003/10: City Guide 2003: 28 Schweizer Städte zum neuentdecken. Ausgewählte Tipps und Special Offers
- 2003/12: Die letzten Tage des Diktators: warum US-Präsident Bush einen schnellen Sieg braucht
- 2004/10: City Guide 2004: Swiss cities

In den Jahren 2005 und 2006 wurde die jährliche Ausgabe von Her money der Credit Suisse als Beilage angeboten.

## Online-Medium
Als Ergänzung zum Print-Medium wurde ab August 1996 eine Online-Ausgabe auf facts.ch angeboten. Zu Beginn hatte das Online-Medium den Namen F@CTS, nach einem Relaunch durch die Berner Agentur Nothing Medialab im November 2001 hiess es FACTS interaktiv. Der neue Internetauftritt war eine Ergänzung zur Zeitschrift, die Artikel wurden für das Online-Medium aufbereitet.
Im September 2007 lancierte Tamedia unter der Webadresse des eingestellten Nachrichtenmagazins ein Nachrichtenportal in Anlehnung an den Begriff Web 2.0 als Facts 2.0. Es aggregierte Inhalte von verschiedenen Nachrichtenquellen und präsentierte sie in Form von Teasern. Das Portal wurde im Dezember 2008 an das Unternehmen Information Architects veräussert.

## Chefredaktoren
- Jürg Wildberger (1995–1998)
- René Lüchinger (1998–2000)
- Hannes Britschgi (2001–2003)
- Stefan Barmettler (2003–2005)
- Andreas Durisch (2005–2007, zugleich Leiter der SonntagsZeitung)